# Кастеллетто-Уццоне
Кастеллетто-Уццоне (італ. Castelletto Uzzone, п'єм. Castlèt Usson) — муніципалітет в Італії, у регіоні П'ємонт,  провінція Кунео.
Кастеллетто-Уццоне розташоване на відстані близько 460 км на північний захід від Рима, 75 км на південний схід від Турина, 55 км на схід від Кунео.
Населення — 334 особи (2014).
Щорічний фестиваль відбувається третьої неділі серпня. Покровитель — San Ludovico Re di Francia.

## Демографія
Населення за роками:

Станом на 1 січня 2023 року в муніципалітеті офіційно проживав 31 іноземець з 7 країн, серед них 11 громадян країн Євросоюзу та 2 громадяни України.

## Сусідні муніципалітети
- Дего
- Готтазекка
- Левіче
- Пеццоло-Валле-Уццоне
- П'яна-Кріія
- Прунетто